# Alexandria (Romania)
Alexandria è un municipio della Romania di 50 847 abitanti, capoluogo del distretto di Teleorman, nella regione storica della Muntenia.
La città è situata nella parte meridionale del Paese, a 88 km da Bucarest e a pochi chilometri dal Danubio e quindi dal confine con la Bulgaria; è attraversata dal fiume Vedea, affluente di sinistra dello stesso Danubio.

## Storia
Sebbene Alexandria venga considerata una città relativamente recente, gli scavi archeologici e paleontologici condotti nell'area hanno mostrato l'esistenza di insediamenti umani fin dal Paleolitico e Neolitico, ed anche di piccoli villaggi di epoca medievale.
La città venne ufficialmente fondata nel 1834, su iniziativa di alcuni abitanti delle vicine città di Mavrodin e Zimnicea e prese il nome di Alexandria in onore del Principe di Romania Alexandru II Ghica (che governò dal 1834 al 1842), il cui imponente cenotafio è ospitato nella Cattedrale di Sant'Alessandro, al centro della città.
La struttura urbanistica della città venne progettata da Moritz von Ott , già noto all'epoca per vere curato la ristrutturazione di Brăila e Giurgiu, che impostò una serie di lunghe strade rettilinee e perpendicolari tra di loro, con l'asse principale parallelo al fiume Vedea.
Fondata da un gruppo di contadini, artigiani e mercanti, la città conobbe un rapido e costante sviluppo, grazie anche alla cosiddetta Ekstrukția, una sorta di costituzione che gli stessi si diedero e rispettarono per un trentennio, nella quale venivano statuiti alcuni principi di tipo democratico, ivi compreso un governo cittadino affidato ad un'assemblea elettiva.
Fino al 1948, l'attività economica più importante della città fu il commercio, in particolare dei cereali e del bestiame; nel 1968, quando venne costituito il distretto di Teleorman e Alexandria ne divenne il capoluogo, la città beneficiò di importanti investimenti che ne portarono anche un certo sviluppo industriale. Alexandria venne dichiarata ufficialmente municipio il 27 luglio 1979.

## Monumenti e luoghi d'interesse
Con meno di due secoli di storia, Alexandria non dispone di monumenti antichi e gli edifici più significativi sono di carattere religioso, tra i quali:
- la Cattedrale ortodossa di Sant'Alessandro (Sfântul Alexandru), costruita tra il 1869 ed il 1898 e contenente affreschi realizzati nel 1898 da Ștefan Luchian e Constantin Artachino;
- la Chiesa dei Santi Apostoli Pietro e Paolo (Sfinții apostoli Petru și Pavel), costruita tra il 1842 e il 1846 e restaurata nel 1902-1904;
- la Chiesa di San Nicola (Sfântul Nicolae), costruita tra il 1848 e il 1850.

## Cultura
Alexandria dispone di numerose scuole per l'infanzia e primarie, oltre a 5 istituti superiori. Dal 1992 esistono istituzioni a livello universitario intese come sedi staccate di due Università di Bucarest:
- l'Università Spiru Haret, con diverse facoltà
- una facoltà di economia della Academia de Studii Economice

Le più importanti istituzioni culturali della città sono:
- la Biblioteca distrettuale Marin Preda, ospitata attualmente in un nuovo edificio inaugurato nel 2000 che può anche ospitare esposizioni e convegni
- il Museo del Distretto di Teleorman, fondato nel 1952 grazie anche a fondi raccolti tra istituzioni pubbliche e contributori privati nel 1934, in occasione del centenario della fondazione della città; la collezione, di quasi 60.000 pezzi, comprende sezioni paleontologiche, etnografiche, numismatiche e di storia dell'arte
- il Centro culturale, fondato nel 1973, che ospita il principale teatro della città (circa 600 posti), una sala congressi da 120 posti ed altre sale da spettacolo più piccole
- l'Istituto di Arte popolare, fondato nel 1978 che organizza corsi incentrati sull'arte, la musica e l'artigianato tradizionale
- l'Istituto di amicizia e scambi culturali franco-romeno, che organizza scambi culturali tra Romania e Francia, corsi di lingue e di informatica, e di cui fanno parte una compagnia teatrale ed un gruppo folcloristico.

## Economia
Dopo la grande recessione degli anni novanta, seguita alla caduta del regime comunista, la città ha conseguito un discreto sviluppo economico e già nel 2005 erano presenti sul suo territorio circa 3.800 aziende, di cui 24 aziende di stato, 56 a capitale straniero e 31 a capitale misto locale e straniero

## Infrastrutture e trasporti
I principali collegamenti, sia stradali che ferroviari, convergono su Roșiorii de Vede, importante nodo di collegamento con tutto il Paese. La linea ferroviaria venne inaugurata alla fine del XIX secolo.
I collegamenti con la capitale sono assicurati dalla nuova autostrada a tre corsie.